# Cytidinmonophosphat
Cytidinmonophosphat (CMP) ist ein Nukleotid und stellt ein Monomer der RNA dar. Cytidinmonophosphat besteht aus einer Phosphat-Gruppe, dem Pentose-Zucker Ribose und der Nucleobase Cytosin.
CMP kann durch das Enzym CMP Kinase phosphoryliert werden, um Cytidindiphosphat zu bilden.